# Archibald Cochrane, 9th Earl of Dundonald
Archibald Cochrane, 9th Earl of Dundonald, škotski častnik, plemič in izumitelj, * 1. januar 1748, † 1. julij 1831.

## Življenje
Sin Thomasa Cochrana je sprva bil častnik tako v Britanski kopenski vojski kot Kraljevi vojni mornarici, nato pa je po smrti očeta 1778 nasledil plemiški naziv in se vrnil na domače posestvo. Slednje ni prinašalo zelo malo dogodkov, zato se je Archibald posvetil izumom. Najbolj je poznan po odkritju metode industrijske izdelave premogove smole, ki je bila uporabna za vzdrževanje ladij.
Bil je trikrat poročen in imel tri sinove:
- Thomas Cochrane, ki je nasledil plemiški naziv;
- William Erskine Cochrane, častnik Britanske kopenske vojske in
- Archibald Cochrane, častnik Kraljeve vojne mornarice[4].

## Plemiški nazivi
- 27. junij 1773 je nasledil naziv Lord Cochrane of Paseley and Ochiltrie (deveti nosilec),
- 27. junij 1778 je nasledil naziv Lord Cochrane of Dundonald (deveti nosilec),
- 27. junija 1778 je nasledil naziv Earl of Dundonald (deveti nosilec)[4].